# Orthosia bimaculata
Orthosia bimaculata là một loài bướm đêm trong họ Noctuidae.